# Kensicija
Kensicija (lat. Erepsia pillansii, sin.  Kensitia pillansii), južnoafrički grm iz porodice čupavica. Nekada klasificiran u monotipski rod Kensitia. Sukulent, endem u provinciji Western Cape

## Sinonimi
- Kensitia pillansii (Kensit) Fedde
- Mesembryanthemum pillansii Kensit
- Piquetia pillansii (Kensit) N. E. Br.